# Eugenia aerosa
Eugenia aerosa är en myrtenväxtart som beskrevs av Mcvaugh. Eugenia aerosa ingår i släktet Eugenia och familjen myrtenväxter. Inga underarter finns listade i Catalogue of Life.